# Atomaria basicornis
Atomaria basicornis is een keversoort uit de familie harige schimmelkevers (Cryptophagidae). De wetenschappelijke naam van de soort werd in 1878 gepubliceerd door Edmund Reitter.